# Taqwacore
Taqwacore è un genere tematico relativo al punk rock (in particolare hardcore punk), che introduce temi trattanti la religione islamica.
Questa corrente emerse in seguito al romanzo scritto da Michael Muhammad Knight dal titolo di The Taqwacores (diffuso in Italia sotto il nome di Islampunk) pubblicato nel 2003.
Il nome è un composto aplologico tra le parole hardcore (tratto da hardcore punk) e la parola araba Taqwa, che nella cultura araba appunto significherebbe fare quello che Allah ha comandato, ed evitare quello che ha proibito. Anche se i primi esempi di punk islamico, come gli Alien Kulture, risalgono ai tardi anni settanta, e sebbene ci siano stati in seguito altri gruppi islamici collegati al punk come gli Asian Dub Foundation, fu il libro di Knight a favorire la nascita di complessi di questo genere anche negli USA.
Le prime band ad autodefinirsi come taqwacore furono i The Kominas, gli 8-bit e Vote Hezbollah. Altre band che caratterizzano la scena sono Diacritical e Secret Trial Five.
Essendo un genere prettamente tematico, va ricordato che il taqwacore non è un genere musicale, ma unicamente un termine da attribuire a quelle band dalle sonorità punk rock che introducono appunto tematiche riferite alla religione islamica. Non esiste perciò uno stile ben preciso ed i gruppi della scena presentano sonorità che, seppur rientranti nella categoria della musica punk, possono essere molto diverse tra loro.